# Martinsburg (Missouri)
Martinsburg è un comune degli Stati Uniti d'America, situato nello Stato del Missouri, nella contea di Audrain.